# Воробейничек полевой
Воробейничек полевой, или Буглосои́дес полево́й (лат. Buglossoídes arvénsis) — однолетнее растение, вид рода Буглосоидес (Buglossoides) семейства Бурачниковые (Boraginaceae). Иногда встречается под устаревшим синонимичным названием воробе́йник полевой (Lithospérmum arvense).

## Ботанические описание

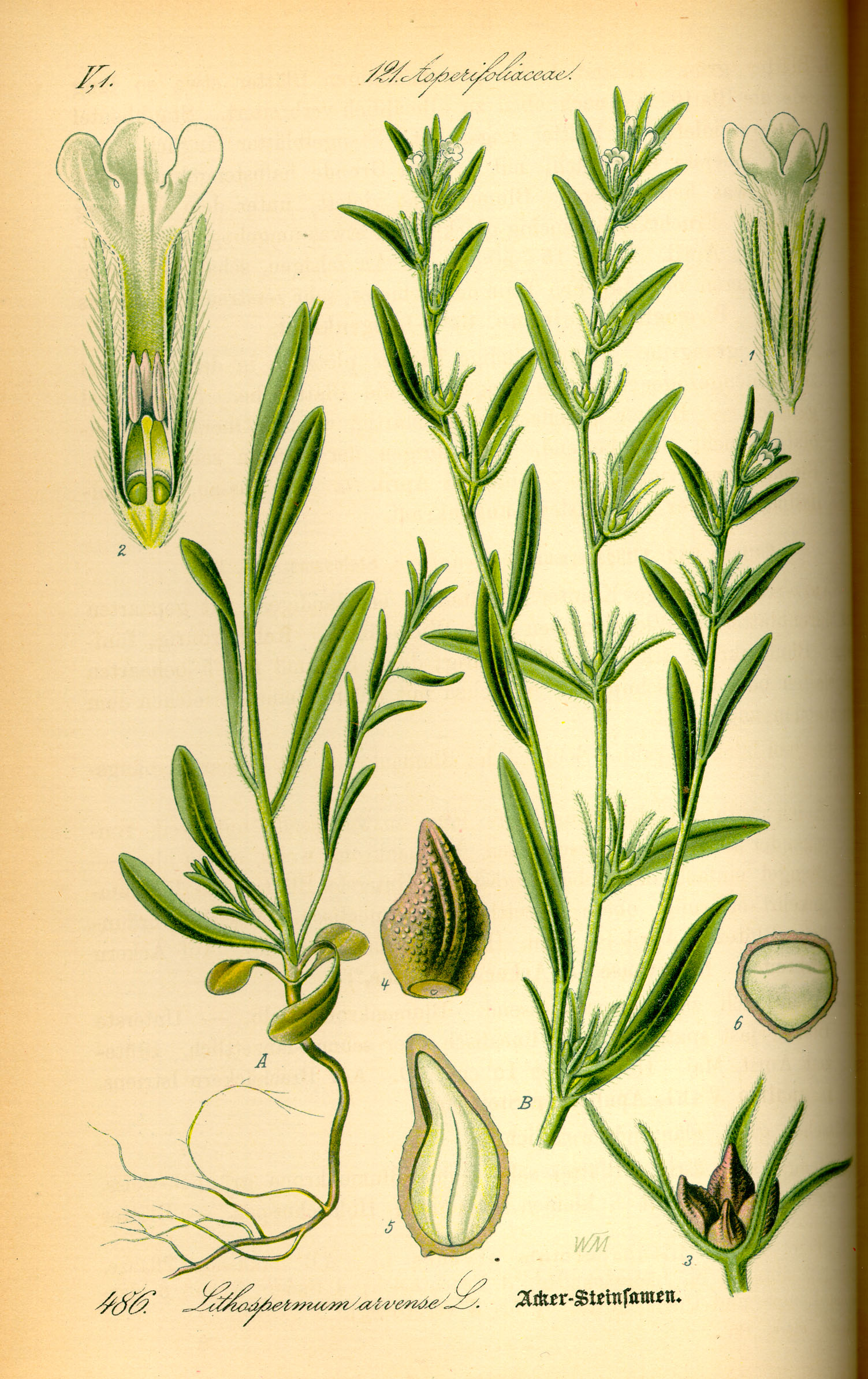

Однолетнее травянистое растение с простым или ветвящимся от основания стеблем 5—50(90) см высотой. Покрыто жестковатым кверху направленным опушением, волоски с утолщённым основанием.
Листья до 3—5 см длиной и 4—6 мм шириной, нижние обратнояйцевидные, на верхушке тупые, в основании клиновидно суженные в черешок, верхние линейно-ланцетные до продолговато-ланцетных, острые до закруглённых на верхушке, сидячие или едва стеблеобъемлющие.
Цветки собраны в щитки на верхушке стебля и на концах веточек, цветоножки до 3 мм длиной. Чашечка щетинисто-волосистая, лопасти 5—6 мм длиной. Венчик трубчато-воронковидный, белый, редко бледно-голубой, в трубке тёмно-фиолетовый, редко синий, 3—4 мм в диаметре, трубка 3,8—4,5 мм длиной.
При плодах цветоножка удлиняется до 5 мм. Эремы ценобия 2,7—3,3 мм длиной и 1,7—2 мм шириной, бородавчатые, трёхгранно-конические, серо-коричневые.
Число хромосом — 2n = 28.

## Экология и распространение
Широко распространённое в Европе, Северной Африке и умеренных частях Азии растение. Занесено в Америку, где натурализовалось и широко распространилось. Встречается по каменистым склонам, на полях, по пашням и рудеральным местообитаниям, наиболее обычен в степной зоне.

## Таксономия[2]
Buglossoides arvensis (L.) I.M.Johnst., 1954, J. Arnold Arbor. 35: 42
Вид Воробейничек полевой относится к роду Воробейничек (Buglossoides) семейства Бурачниковые (Boraginaceae) порядка Бурачникоцветные (Boraginales). Кладограмма в соответствии с Системой APG IV по состоянию на июнь 2023 года:
|  |                                      |  |                                   | порядок Бурачникоцветные |  | семейство Бурачниковые - 153 ботанических рода |  | Воробейничек |  | Воробейничек полевой |
|  |                                      |  |                                   | порядок Бурачникоцветные |  | семейство Бурачниковые - 153 ботанических рода |  | Воробейничек |  | Воробейничек полевой |
|  | отдел Цветковые, или Покрытосеменные |  |                                   |                          |  |                                                |  |              |  |                      |
|  |                                      |  |                                   |                          |  |                                                |  |              |  |                      |
|  |                                      |  | ещё 63 порядка цветковых растений |                          |  |                                                |  |              |  |                      |
|  |                                      |  |                                   |                          |  |                                                |  |              |  |                      |

## Внутривидовые таксоны
- Buglossoides arvensis subsp. occidentalis
- Buglossoides arvensis subsp. sibthorpiana

## Синонимы
- Aegonychon arvense  Gray
- Buglossoides arvensis f. cyanea  R.Fernandes
- Lithospermum arvense  L.
- Lithospermum bicolor  Bertol.
- Lithospermum medium  Chevall.
- Lithospermum minus  Gilib.
- Lithospermum rochelii  Friv.
- Lithospermum rugosum  Luce
- Margarospermum arvense  Decne.
- Rhytispermum arvense  Link
- Rhytispermum medium  Fourr.